# Sociolingüística cognitiva
La sociolingüística cognitiva es un novedoso campo de la lingüística que pretende dar cuenta de la variación lingüística en entornos sociales con un marco explicativo cognitivo. El objetivo de los sociolingüistas cognitivos es construir un modelo mental de la sociedad, de los individuos, de las instituciones y de las relaciones que se dan entre ellos. Los sociolingüistas cognitivos también se esfuerzan por combinar las teorías y los métodos utilizados en la lingüística cognitiva y sociolingüística a fin de proporcionar un marco más productivo para la investigación futura sobre la variación lingüística. El primer manual sobre sociolingüística cognitiva en español es el de Francisco Moreno Fernández (2012).